# Edmund Zientara

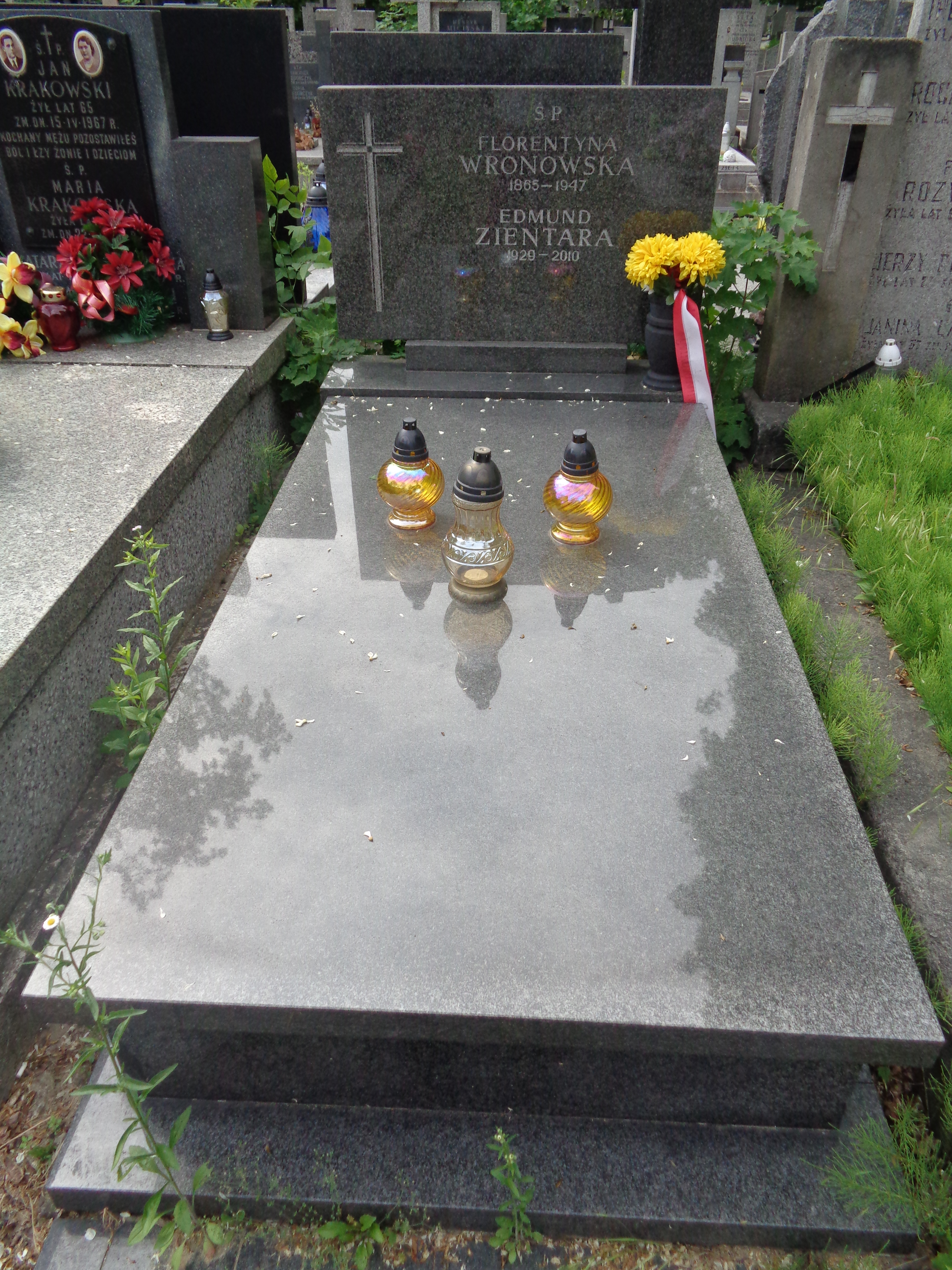
Grób Edmunda Zientary na cmentarzu Bródnowskim

Edmund Jan Zientara (ur. 25 stycznia 1929 w Warszawie, zm. 3 sierpnia 2010 tamże) – polski piłkarz, trener i działacz sportowy. W latach 1991–1995 sekretarz generalny Polskiego Związku Piłki Nożnej.

## Życiorys
Syn Aleksandra, żołnierza AK poległego w powstaniu warszawskim, i Wiktorii z Sulińskich. W czasie okupacji niemieckiej był członkiem Szarych Szeregów (ps. „Dante”).
Wychowanek Polonii Warszawa. Najlepsze lata swojej kariery spędził w Legii. Grał w niej przez 12 lat, od 1950 do 1962 roku. Z Legią zdobył mistrzostwo Polski i Puchar Polski (oba w 1956).
Debiutował w Wojskowych 19 listopada 1950 w meczu z Lechem Poznań. Swoje ostatnie spotkanie w barwach Legii rozegrał 1 kwietnia 1962 (z Cracovią). Grał również w Polonii Warszawa, Lubliniance, Gwardii Warszawa i Maribyrnong Polonii w Melbourne. W barwach Legii rozegrał 169 spotkań, strzelił w nich 3 gole. Gdy grał w drużynie stołecznych mierzył 170 cm i ważył 69 kg. Jest jednym z trzech ludzi, obok Jacka Magiery i Aleksandara Vukovicia, którzy zdobyli mistrzostwo Polski z Legią zarówno w roli piłkarza, jak i trenera. Uhonorowany został przyjęciem do galerii sław Legii Warszawa.
Był kapitanem reprezentacji Polski (19 razy). Rozegrał w niej 40 spotkań. Między innymi uczestniczył w turnieju piłkarskim Igrzysk Olimpijskich w Rzymie (1960 r.), gdzie rozegrał 3 spotkania.
Wystąpił w meczu otwarcia stadionu Camp Nou w Barcelonie. Reprezentacja Polski pod nazwą Reprezentacji Warszawy uległa Barcelonie 2:4.
Od sezonu 1972/1973 przez 3 lata prowadził Pogoń Szczecin. Później pracował m.in. w Stali Mielec w połowie lat 70., zdobywając z nią m.in. Mistrzostwo Polski w 1976. Jego wychowankami byli słynni piłkarze, jak np. Kazimierz Deyna.
W latach 1991–1995 sekretarz generalny Polskiego Związku Piłki Nożnej.
W 1999 roku odznaczony Krzyżem Oficerskim Orderu Odrodzenia Polski.
Został pochowany na warszawskim cmentarzu Bródnowskim (kwatera 27E-5-5).